# حسك أرضي
حَسَك أَرْضي دقن العجوز أو الشقشق  حَسَك أَرْضي أو الحسك أو القطب أو القُطْرَب أو الأصد أو الشَّكُوهَج أو الخِلال أو العُرْمُط  أو الشَّرْشَر أو الضُرَيْسَة أو ضُرس العجوز أو حِمَّص الأمير أو دقن الشيخ (الاسم العلمي: Tribulus terrestris)، نبات مُزهر حولي من جنس الحسك ويتبع فصيلة القديسية. ينتشر على نطاق واسع في جميع أنحاء العالم.

## الوصف
يتمدد على الأرض وتحيط الشعيرات بأفرعه، أوراقه متقابلة ريشية مركبة وأزهاره منفردة إبطية تكسوها الشعيرات، سبلاته مسننه وثماره كروية خشبية شوكية. يستخدم النبات في المجالات الطبية مسكنًا وملطفًا ومدرًا للبول، ويُستفاد من ساقه مادةً مُلينة.